# Port lotniczy Nieriungri-Czulman
Port lotniczy Nieriungri-Czulman (IATA: NER, ICAO: UELL) – port lotniczy położony 8 km na północ od Czulman, koło Nieriungri, w Jakucji, w Rosji.

## Kierunki lotów i linie lotnicze
| Linia lotnicza   | Kierunek                                                           |
| ---------------- | ------------------------------------------------------------------ |
| Aurora           | 1. Chabarowsk                                                      |
| S7 Airlines      | 1. Irkuck 2. Moskwa-Domodiedowo 3. Nowosybirsk                     |
| Yakutia Airlines | 1. Irkuck 2. Chabarowsk 3. Moskwa-Wnukowo 4. Nowosybirsk 5. Jakuck |